# Queen X
Queen X è un film muto del 1917 diretto da John B. O'Brien prodotto e distribuito dalla Mutual Film.
L'autore della storia, Edwin M. Stanton, era assistente District Attorney  di New York a capo della lotta del governo contro il contrabbando della droga.

## Trama
A New York, nel famigerato quartiere Pell Street, gli uomini del procuratore distrettuale Somers riescono a catturare Queen X, nota anche come la "regina di Chinatown", una donna a capo delle bande di spacciatori. La donna, che ha una voglia a forma di croce sul polso, viene riconosciuta dal procuratore come Janice Waltham, una ex appartenente all'alta società di New York. Drogata e tossicodipendente, la donna era stata chiusa in un sotterraneo pieno di fumi di oppio, e la sua dipendenza le impedisce di tradire i suoi fornitori e i collaboratori. Miriam Evans, la sorella di George, l'assistente del procuratore, riconosce in Janice una sua vecchia compagna di scuola che all'epoca l'aveva salvata da un incendio. Chiede allora di prendersi cura della donna che le viene affidata da Somers. Il procuratore chiede a George di corteggiare Janice per fare in modo che la donna abbia fiducia in lui e denunci i suoi complici. I due, vivendo a stretto contatto, si innamorano uno dell'altra: Janice trova la forza di disintossicarsi, mentre George finisce pure lui per diventare più virtuoso, rinunciando al fumo e al caffè.

## Produzione
Il film fu prodotto dalla Mutual Film.

## Distribuzione
Distribuito dalla Mutual Film.